# Lucius Aurunculeius Cotta
Lucius Aurunculeius Cotta (mort en 54 avant notre ère) fut un officier dans l'armée de César durant sa campagne en Gaule. Le peu d'informations connues de lui se trouvent dans le livre V du De Bello Gallico de César. En 54 de notre ère, lorsque César revint de sa seconde expédition en Grande-Bretagne, trouvant peu de ravitaillement pour ses troupes, il répartit ses huit légions parmi un plus grand nombre de territoires gaulois d'où elles pourraient tirer leur subsistance pendant l'hiver. De la huitième légion, qui avait été récemment levée d'au-delà la rivière du Po (trans Padum), il ajouta cinq cohortes de plus. À la tête de cette légion et des autres cohortes, il plaça Quintus Titurius Sabinus et Lucius Aurunculeius Cotta. Ces deux officiers avaient été nommés légats par César. Ils trouveront la mort à la bataille d'Aduatuca.

## Histoire
Les troupes de Sabinus et Cotta furent envoyées par César dans le pays des Éburons, en Gaule belgique, territoire qui se situe à peu près entre la Meuse et le Rhin, et s'établirent dans le Fort Aduatuca pour passer l'hiver. La tribu des Eburons était dirigée par Ambiorix et Catuvolcos.
Ces deux derniers, poussés par les Trévires, rassemblèrent leurs hommes et après deux semaines, tombèrent sur un détachement de Romains de corvée de bois. Les maraudeurs Eburons poursuivirent en attaquant le fort romain. L'infanterie romaine défendit les remparts et détacha un escadron de cavaliers espagnols qui, tombant sur le flanc de l'ennemi, le mit en déroute.
Alors Ambiorix demanda un pourparler avec les Romains durant lequel il admit sa dette auprès de César qui avait pris parti pour lui dans certaines rivalités avec d'autres tribus gauloises mais expliqua que malgré la force limitée des Eburons, il avait été contraint sous la menace des autres tribus qui étaient déterminées à renverser le joug de Rome. Il révéla qu'une armée nombreuse de Germains, très remontés par les victoires de César, traversait le Rhin et offrit aux Romains le libre passage pour le fort ainsi qu'aux deux légions tout proche.
Les délégués romains, Quintus Junius, un Espagnol, et Gaius Arpineius rapportèrent les informations au fort. Un conseil de guerre, composé des officiers supérieurs et des sous-officiers, fut tenu. Deux points de vue s'opposèrent à son issue.
Parlant en premier, Cotta expliqua qu'ils ne pouvaient faire mouvement sans un ordre de César. Il ajouta que l'expérience montrait que derrière les fortifications d'un fort romain, ils pouvaient résister aux Germains, qu'ils avaient des réserves suffisantes pour tenir un siège et que leur position leur permettait une assistance rapide des légions tout proche et enfin, qu'ils ne devraient pas tenir compte d'information ou de conseil venant d'un ennemi.
Sabinus avait une vue différente. Déniant qu'il était influencé par la peur, il dit qu'il pensait que César était en route pour l'Italie, que les Germains viendraient renforcer le siège des troupes des Eburons et qu'il fallait prendre en compte la colère combinée des Germains et des Gaulois, ce qui autrement n'aurait pas entraîné les Eburons, militairement faibles, à affronter une légion romaine. De plus, il expliqua qu'il serait plus efficace de rejoindre une autre légion et de faire front plutôt que de risquer une famine dans un siège prolongé.
Les officiers répondirent à leur commandant que, quelle que soit la décision prise, elle n'était pas aussi importante qu'un choix faisant l'unanimité. Cotta fut finalement forcé de se plier et le parti de Sabinus fut choisi.
Les Romains passèrent la nuit dans un certain désordre, rassemblèrent leurs affaires et se préparèrent à marcher hors du fort au matin venu.
L'ennemi entendit les préparatifs dans le fort et prépara une embuscade.
Lorsque l'aube arriva, les Romains, en ordre de marche (en longues colonnes de soldats, chaque unité suivant une autre), plus encombrés qu'habituellement par les bagages, quittèrent le fort. Lorsque la majeure partie de la colonne fut engagée dans un ravin, les Gaulois attaquèrent des deux côtés par les flancs et cherchèrent à harceler l'arrière-garde tout en empêchant l'avant-garde de quitter le ravin.
César raconte que Sabinus paniqua, courant de cohorte en cohorte et donnant des ordres inefficaces. Cotta, par contraste, resta maître de lui effectuant son devoir de commandant et de soldat.
En raison de la longueur de la colonne de marche, les commandants en chef ne purent pas donner d'ordres tactiques efficaces et ils passèrent le mot aux unités de former des carrés. Les troupes se battirent courageusement, bien qu'effrayées, mais résistèrent au contact.
Alors, Ambiorix ordonna à ses hommes de lancer leurs javelots sur l'ennemi, de se replier si battus et de chasser les Romains quand ils tentaient de sortir des rangs. Lors de cet engagement, Cotta fut touché à la tête par un tir de fronde.
Sabinus demanda alors à traiter pour une reddition à Ambiorix. Requête que ce dernier accepta. Cotta refusa et maintint sa position. Sabinus continua malgré tout son plan de capitulation.
Cependant, Ambiorix, après avoir promis à Sabinus sa vie et la sécurité de ses troupes, le saisit et le mit à mort. Les Gaulois chargèrent alors en masse sur les Romains, tuèrent Cotta qui luttait encore, et également la majorité des troupes. Les survivants s'enfuirent vers le fort mais furent massacrés en cherchant refuge. Seule une poignée d'hommes y échappa et réussit à informer du désastre Titus Labiénus, un commandant de légion stationnée à proximité.
César mentionne Cotta plusieurs fois dans les Commentarii de Bello Gallico.
Dans le livre II (11), durant la campagne de Belgique, César désigna Cotta et Quintus Pedius pour commander la cavalerie.
Dans le livre IV (22), César laissa le commandement des légions à Cotta et Sabinus en Gaule pour éliminer les Ménapiens et les Morins s'ils provoquaient des troubles pendant que César s'occupait de sa première invasion de Grande-Bretagne.
Dans le livre IV (38), après l'invasion de Grande-Bretagne, César remarque que pendant que Labienus fut envoyé pour réprimer les Morins, Cotta et Sabinus revinrent du pillage des territoires des Ménapiens qui fuirent dans les forêts les plus denses de leur territoire.
César indique, dans le livre V (52) comment il apprit la mort de Cotta et de Sabinus par des prisonniers capturés par la garnison assiégée de Quintus Tullius Cicero, autre légat dont l'avantage était d'être le suivant attaqué après le désastre d'Aduatuca.
Dans le livre VI (32), César en passant indique que le nom du fort, dans lequel Cotta et Sabinus se sont installés pendant leurs derniers jours, combattant les Eburons, s'appelait Aduatuca.
Dans livre VI (37), César raconte comment les soldats du fort Atuatuca, eux-mêmes assiégés par les Germains, étaient effrayés d'être stationnés au même endroit que la légion perdue de Cotta et de Sabinus.

## Sources
- (en) Cet article est partiellement ou en totalité issu de l’article de Wikipédia en anglais intitulé « Lucius Aurunculeius Cotta » (voir la liste des auteurs).
- Commentaires sur la Guerre des Gaules.